# Donald Steyer
Donald Roman Steyer (ur. 17 lipca 1921 w Toruniu, zm. 5 maja 1994 w Sopocie) – polski prawnik, profesor nauk prawnych, historyk prawa, w latach 1974–1978 dziekan Wydziału Prawa i Administracji Uniwersytetu Gdańskiego. Żołnierz Armii Krajowej i powstaniec warszawski.

## Życiorys
Jego rodzicami byli Włodzimierz Steyer i Janina z domu Boczkowska. Walczył w powstaniu warszawskim w stopniu kaprala podchorążego. Posiadał pseudonimy „Grom II” i „1613”. Był żołnierzem Armii Krajowej w I plutonie „Kłosa” 3. kompanii batalionu „Miłosz” – odcinek wschodni „Bogumił” – Podobwód „Sławbor” – I Obwód „Radwan” Okręgu Warszawa Armii Krajowej. Brał udział w walkach w Śródmieściu Południowym. Po powstaniu znalazł się w niewoli niemieckiej (posiadał numer jeniecki 222485). Od 1948 członek PZPR, od 1966 członek ZBoWiD. 
Został nauczycielem akademickim Wydziału Prawa i Administracji Uniwersytetu Gdańskiego a w latach 1974–1978 jego dziekanem. Przez wiele lat na tym wydziale pełnił funkcję kierownika Katedry Historii Państwa i Prawa. Uzyskał tytuł naukowy profesora zwyczajnego. Od 1968 był przewodniczącym Rady Muzealnej Muzeum Stutthof. W lutym 1989 wszedł w skład działającej przy Radzie Ochrony Pamięci Walk i Męczeństwa Komisji do spraw Upamiętnienia Ofiar Represji Okresu Stalinowskiego. Autor ponad 100 rozpraw, artykułów naukowych, recenzji i prac popularnonaukowych. 
Według materiałów zgromadzonych w archiwum Instytutu Pamięci Narodowej był od 1946 tajnym współpracownikiem Urzędu Bezpieczeństwa i Służby Bezpieczeństwa PRL  o pseudonimie „Konar”.
Pochowany na cmentarzu komunalnym w Sopocie (kwatera N3-10-25).

## Wybrane publikacje
- Polityka morska państwa polskiego w latach 1918–1945 (1976)
- Półwiecze Polski na morzu (1970)
- Eksterminacja ludności polskiej na Pomorzu Gdańskim w latach 1939–1945 (1967)
- Problemy robotnicze Gdyni 1926–1939 (1959)
- PPS–Lewica na Pomorzu w latach międzywojennych (ze szczególnym uwzględnieniem Grudziądza) (1959)[8].

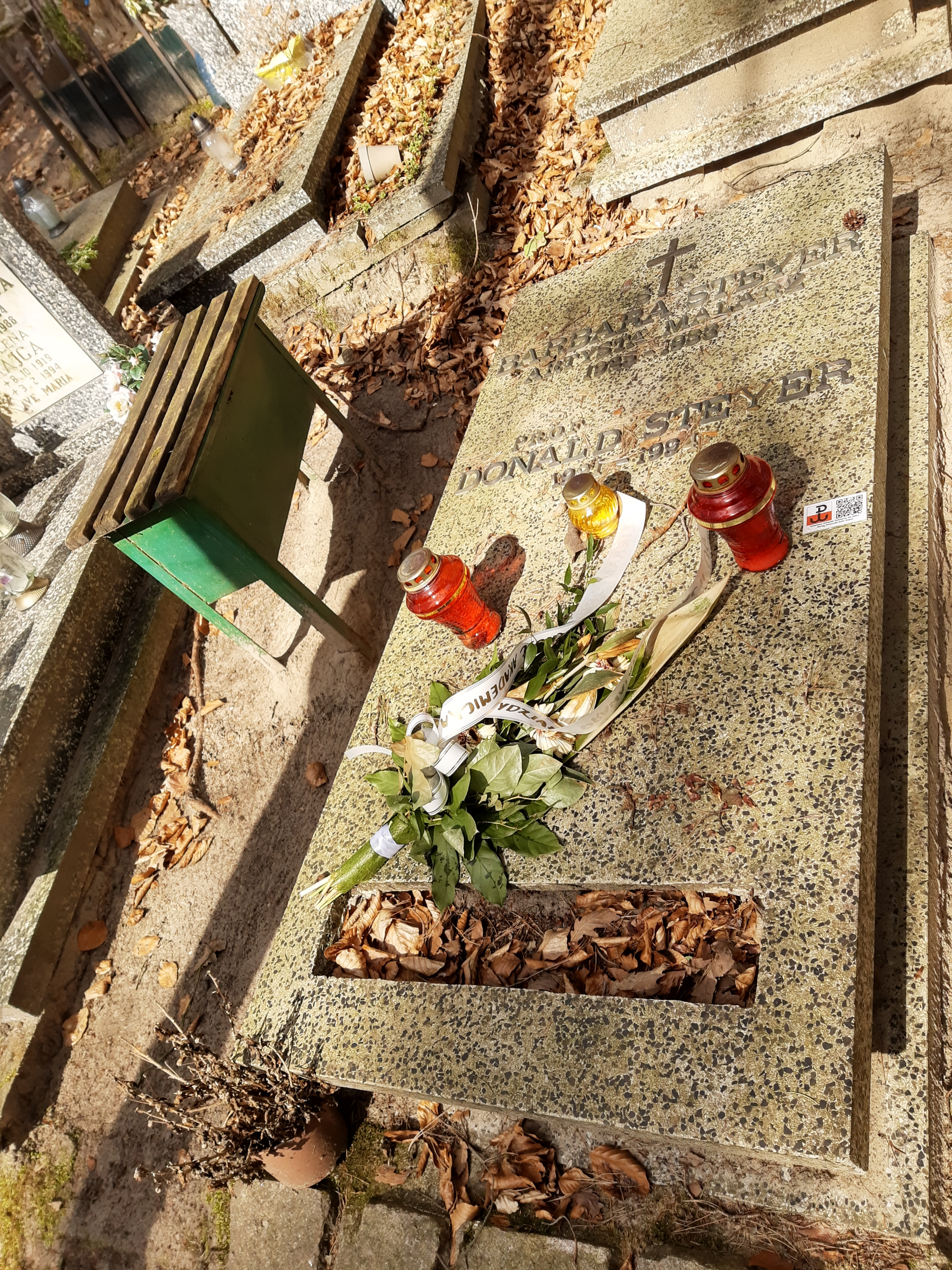
Grób prof. Donalda i Barbary Steyerów na cmentarzu Komunalnym w Sopocie

## Ordery i odznaczenia
- Krzyż Srebrny Orderu Wojennego Virtuti Militari[9]
- Krzyż Oficerski Orderu Odrodzenia Polski
- Krzyż Kawalerski Orderu Odrodzenia Polski
- Krzyż Walecznych
- Złoty Krzyż Zasługi
- Krzyż Partyzancki
- Warszawski Krzyż Powstańczy
- Medal za Warszawę 1939–1945
- Medal 40-lecia Polski Ludowej
- Medal Komisji Edukacji Narodowej

## Nagrody
- Nagroda WRN w Bydgoszczy I stopnia (1968)
- Nagroda WRN w Bydgoszczy I stopnia za wybitne osiągnięcia w dziedzinie nauki (zespołowa) za pracę Pod czerwonym sztandarem (1969)[10]
- Nagrody resortowe I stopnia (1971) i II stopnia (1977)
- Nagroda Województwa Gdańskiego I stopnia (1977)